# Церква Вселенська і Тріумфуюча
Церква Вселенська і Тріумфуюча (англ. Church Universal and Triumphant) – міжнародна релігійна організація, що відноситься до Нових Релігійних Рухів, групи Нью-ейдж. Її теологія і діяльність базується на текстах що заявлені як послання Вознесених Владик. Разом з рядом інших релігійних організацій і груп (Рух «Я Єсмь», Міст Свободи та ін.) складають Вчення Вознесених Владик.
«Церква Вселенська і Тріумфуюча» заснована в 1975 році Елізабет Клер Профет як дочірня (а в нинішній час вже як юридичне обличчя) до організації Вершинний Маяк (Summit Lighthouse), фундатором якої був її чоловік Марк Профет. Штаб-квартира церкви розташована поблизу Гардінера, штат Монтана (США).

## Назва
Елізабет Клер Профет стверджувала що назва «Церква Вселенська і Тріумфуюча» була дана їй  у посланні Порції (одна з Вознесених Владик) від 23 грудня 1973 року.

## Історія
Історія "Церкви Вселенської й Тріумфуючої" (ЦВіТ) тісно пов'язана з історією Вершинного Маяка (Summit Lighthouse). ЦВіТ виникає на основі Вершинного Маяка і він продовжує своє існування як структурний підрозділ ЦВіТ.

### Вершинний Маяк (Summit Lighthouse)
1936 р. — Згідно з твердженням Марка Профета у віці 18 років він мав перший містичний досвід зустрічі з особою знаною в Теософічних колах як Махатма Морія.
1952 р. — Марк Профет заснував свою групу і періодично розсилав своїм послідовникам послання від Вознесених Владик.
1958 р. — ним створюється організація «Вершинний Маяк» (Summit Lighthouse).
1961 р. — Марк Профет зустрічає Елізабет Клер Вульф, що на той момент була його послідовницею і через деякий час починає навчати її спілкування з Владиками.
1963 р. — Марк Профет і Елізабет Клер Профет одружилися. Подружжя мало 4 дітей.
1964 р. — Елізабет Клер Профет вперше публічно отримує послання від Вознесених Владик
1970 р. — створено філіал від «Монтессорі Інтернешнл» (Montessori International) - приватну школу засновану на принципах італійської просвітниці Марії Монтессорі. Надалі школа була розширена, щоб забезпечити повну програму від дошкільної освіти до 12 класу
1972 р. — в Санта-Барбарі (Каліфорнія, США) було створено другий великий центр організації – навчальний центр «Університет Вознесених Владик» (Ascended Master University). Пізніше перейменований на «Вершинний Університет» (Summit University).
1973 р. — Марк Профет помер, залишивши дружину керівником організації.

### Церква Вселенська і Тріумфуюча
1 травня 1975 р. — релігійна організація «Церква Вселенська і Тріумфуюча» була зареєстрована.
1977-1978 р.р. — Елізабет Клер Профет вирушила в річний лекційний тур по США.
1981 р. — організація придбала власність площею 49км2 на північному кордоні національного парку Єллоустоун (Монтана, США). Згодом 1986р. туди буда перенесена штаб-квартира.
1987 р. — Елізабет Клер Профет проголошує наступні 2 роки періодом високої небезпеки ядерного удару СРСР по США.
1988-1989 р.р. - церква проводить тривалі молитовні бдіння, щоб запобігти можливим лихам.
1989 р. — церква будує бомбосховище на 700 осіб, запасає їжу та інші необхідні речі
початок 1990-х — попередження не справджуються, ядерної війни не відбувається. Одні члени церкви сприймають це як перемогу, інші, і значно більше, як поразку. На цьому фоні відбувається суттєве (більш ніж на третину) зменшення кількості її членів.
1996 р. — Елізабет Клер Профет передала керівництво організацією новому президентові та раді директорів.
2000 р. — Елізабет Клер Профет припинила діяльність за станом здоров’я. Церква продовжує активну діяльність. На фоні конфліктів відносно принципів керівництва відбувається від'єднання декількох груп в окремі організації.
2011 р. — духовним лідером був призначений Девід Драй (David Drye).

## Вчення

### Основи Вчення
Вчення сягає корінням у діяльність подружжя Баллардів (рух "Я Єсмь") і Олени Петрівни Блаватської (Теософське товариство).
Основним положенням Вчення є наявність в людині Божої іскри, яка, якщо її розвинути, дозволяє людині возз'єднатись з Богом і таким чином досягти вознесіння. Оскільки кожна людина обтяжена негативною кармою створеною за численні попередні втілення, то, навіть вирішивши реалізувати свою Богоідентичність, вона ще має пройти значний шлях. На цьому шляху законом карми та законом реінкарнації при активній участі Вознесених Владик людині надаються оптимальні умови для розчинення негативної карми.

Вчення Церкви базується на посланнях Вознесенних Владик отриманих через Марка та Елізабет Профет. Деякі з Вознесених Владик, які заявлені як автори послань (Санат Кумара, Ель Морія, Кутхумі, Джвал Кул), фігурують ще в діяльності Теософського товариства. Інші (Будда, Конфуцій, Ланто) були позначені в діяльності руху "Я Єсмь" і "Мосту Свободи". Але більшість (близько 200) вперше з'являються як Вознесені Владики саме в діяльності Марка та Елізабет Профет.

### Духовні практики
До основних практик відносяться усні веління та молитви. Особливо виділяються веління фіолетового полум'я як ефективний засіб для молитовного опрацювання негативної карми. Значна частина практик зосереджена на протистоянні негативним силам і захисті від їх впливу.

## Оцінка діяльності
Дворкін О.Л. в своїй книзі «Сектознавство. Тоталітарні секти» характеризує «Церкву Вселенську і Тріумфуючу» як типову тоталітарну секту, що повністю вкладається в парадигму Нью-ейджу.
В 1993 р. група академічних спеціалістів під керівництвом  Джеймса Льюїсаі  Гордона Мелтона провели дослідження діяльності церкви та її членів. Вони опублікували свої результати в книзі «Church Universal and Triumphant in Scholarly Perspective» (Церква Вселенська і Тріумфуюча очима науки). Ці вчені відкидали негативний стереотип церкви як культу.

У Вченні Вознесених Владик дається наступна оцінка діяльності Summit Lighthouse і ЦВіТ:

|  | ... саме боротьба стала тим ключовим моментом, на якому послизнувся Саміт Лайтхауз. Ви знаєте, що білу магію від чорної магії відрізняє тільки одне – наявність хоча б однієї злої думки. У цьому випадку, коли ви починаєте культивувати у своєму серці, як вам спочатку здається, праведний гнів і праведну боротьбу проти сил пітьми, ви вступаєте на слизький шлях. В якийсь момент, уже після мого переходу, общині Саміт Лайтхауза не вдалося зберегти необхідну рівновагу та баланс. На жаль, те, що ми спостерігаємо зараз, є наслідком неправильного використання енергії молитви. Однак блага карма, котра була пов'язана з безпрецедентно широким розповсюдженням диктовок і вчень, мала переважити негативний ефект від діяльності Саміт Лайтхауза. Фактично, головним є не наявність помилок, а здатність учитися на помилках і набувати безцінний досвід. |